# Muli, Maldiverna
Muli är en ö i Mulakuatollen i Maldiverna.  Den ligger i den centrala delen av landet, 140 km söder om huvudstaden Malé. Muli är den administrativa centralorten i den administrativa atollen Meem.  